# Penisola Zarja
La penisola Zarja (in russo Полуостров Заря, poluostrov Zarja?) si trova sulla costa meridionale del mare di Kara nella parte occidentale della penisola del Tajmyr e racchiude a nord il golfo di Middendorff. Amministrativamente appartiene al  Tajmyrskij rajon del Territorio di Krasnojarsk, nel Circondario federale della Siberia. Parte della penisola con le isole circostanti fanno parte della Riserva naturale del Grande Artico. La penisola è disabitata.
La penisola porta il nome della goletta Zarja del barone Eduard Gustav von Toll, che esplorò l'area durante la spedizione polare russa del 1900-1902

## Geografia
La penisola Zarja è molto frastagliata con profonde baie e promontori. I maggiori promontori sono: De-Kolong, Pallas, Central'nyj, Neopredelënnyj e Zueva (Де-Колонга, Палласа, Центральный, Неопределённый, Зуева). Sul lato settentrionale vi sono le baie Obširnaja (бухта Обширная) e Melkovodnaja (Мелководная), e il golfo Volčij (залив Волчий); a sud: le baie Veselovskij, Oval'naja, Taistvennaja e Konečnaja (бухты Веселовского, Овальная, Таинственная, Конечная). Il punto più alto è il monte Čërnaja (гора Чёрная) che misura 310 m. 
Il limite orientale della penisola è dato dal corso d'acqua Pograničnyj (Пограничный) che sfocia a sud nella baia Konečnaja, al termine del golfo di Middendorff. A ovest, lo stretto di Mušketov (пролив Мушкетова) separa la penisola dall'isola di Gavrilov; mentre a sud si trovano le isole di Rykačev (vicino al promontorio Zueva) e di Vil'd.